# 建平 (北涼)
建平（けんへい）は、北涼と高昌国で使用された可能性が指摘されている元号。
現在、建平を記した文書としては5年7月から6年9月までのものが発掘されている。しかし干支が記載されていないため、その使用年代を巡っては諸説が存在している。